# 山姆·休斯敦国家森林
山姆·休斯敦国家森林（英語：Sam Houston National Forest）是德克萨斯州的四座国家森林之一，位于休斯顿以北50英里（80）处。山姆·休斯敦国家森林与其他完全位于德克萨斯州境内的三座国家森林、两片国家草原联合管理，行政中心位于拉夫金，管理单元中有安吉丽娜国家森林、大卫克洛科特国家森林、萨宾国家森林和山姆·休斯敦国家森林，此外还有卡多国家草原和林顿·B·强森国家草原。森林本身亦设有巡逻站，位于新韦弗利。森林名自山姆·休斯敦，第一任得克萨斯州州长。